# Beau Brummell
George Bryan "Beau" Brummell (7. juni 1778 – 30. marts 1840) var en ikonisk figur i regencytidens England, dandy og ven af kronprinsen, den senere kong Georg 4. Han etablerede moden for mænd og afviste det overdrevent udsmykkede tøj til fordel for det perfekt tilrettede og skræddersyede. Dette look var baseret på mørke jakker, bukser i fuld længde i stedet for knæbukser og lange strømper og en pletfri skjorte, der om halsen havde en kravat bundet i en kunstfærdig knude.
Beau Brummell bliver krediteret for at introducere og etablere moden, som moderne mænd bruger, med jakkesæt og slips. Han påstod, at det tog ham fem timer at iklæde sig sit tøj, og at han anbefalede at pudse støvler med champagne. Denne type tøj kaldes dandyism.
Tidligere var det især regenter, hoffet og adelen, der havde dikteret moden, men Brummell formåede at blive toneangivende inden for beklædning på trods af, at han kom fra borgerskabet.
Han havde arvet en stor sum penge og omgikkes de højere kredse i London. Som følge af et stort forbrug endte han dog med at måtte flygte til Frankrig for at undgå gældsfængsel i England, og han døde af syfilis som en fattig mand.